# Peonia (regione storica)

La Peonia nella penisola balcanica

La Peonia o Paionia (in greco antico: Παιονία?, Paionía) era, secondo la nomenclatura geografica dell'età antica, la terra abitata dai Peoni e occupava una ristretta porzione di territorio nella parte meridionale della Penisola balcanica, corrispondente grossomodo all'attuale Macedonia del Nord.

## Territorio
La Peonia corrispondeva alla valle del fiume Vardar (in greco antico: Ἀξιός?, Axiós).

### Città
Le principali città peonie furono Bylazora (oggi Veles) e Stobi (Gradsko), che sorgevano lungo il corso dell'Axios.

## Popolazioni
La Peonia era la terra dei Peoni, stirpe indoeuropea insediata nell'area fin dall'epoca micenea (XV secolo a.C.). Sulla regione premettero costantemente i più potenti e numerosi vicini, soprattutto Traci e Macedoni. A partire dal III secolo a.C. la regione fu definitivamente occupata da Macedoni, che assorbirono i Peoni.

## Mitologia

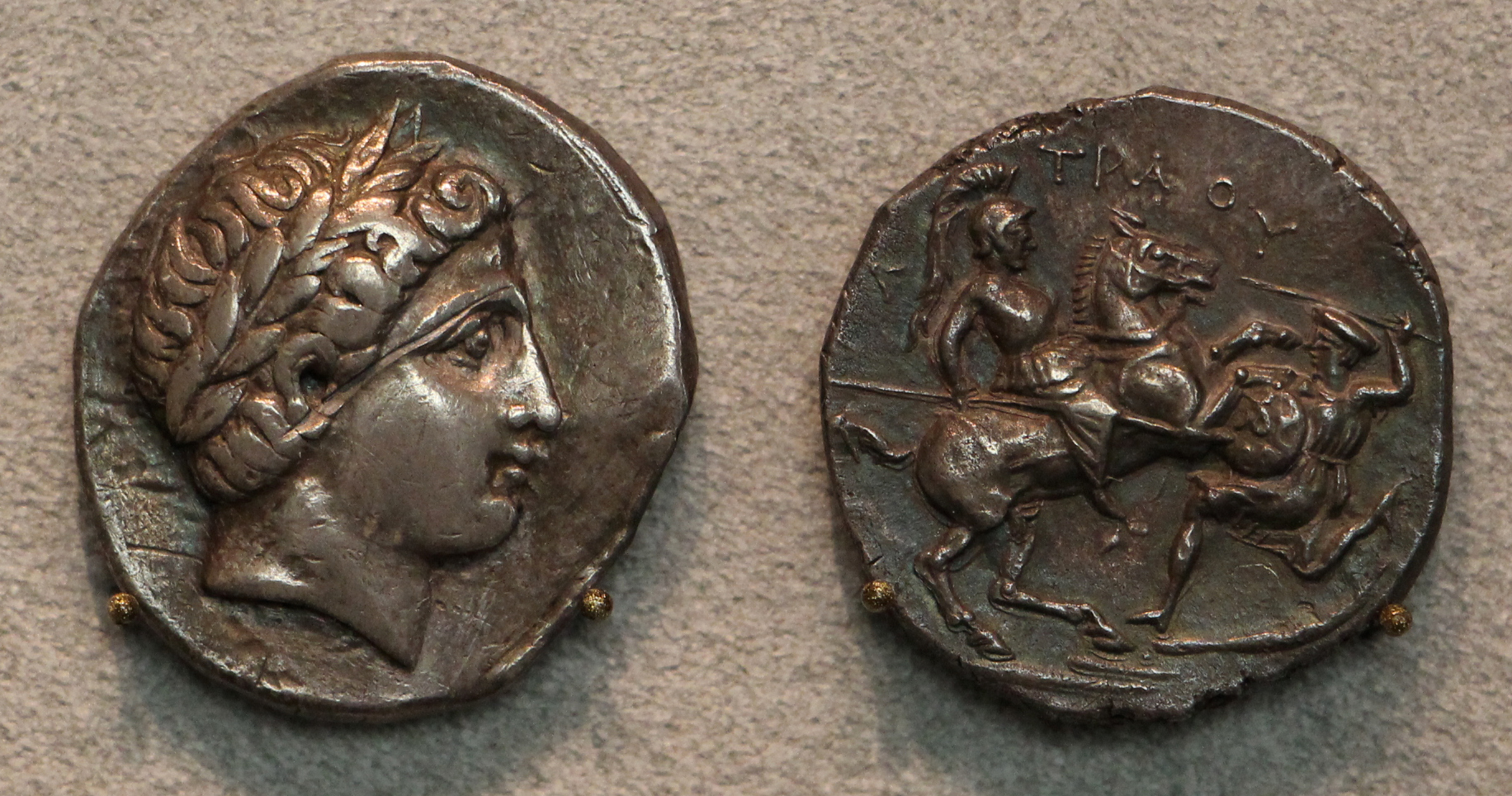
Peonia, teatradracma di Patraos, 335-315 a.C. circa

Nell'Iliade i Peoni, guidati da Pirecme, combattono come alleati dei Troiani. Omero dedica molti versi al più valoroso dei Peoni, Asteropeo.

## Storia
Come ogni popolo indoeuropeo, i Peoni rimasero generalmente divisi in varie tribù; soltanto sul finire del IV secolo a.C. il re Dropione riuscì a riunire tutte le tribù della Peonia in un regno unitario, che però fu di breve durata. Antigono II, re di Macedonia dal 276 a.C. al 239 a.C., riuscì ad annettere la Peonia al suo regno; da allora i Peoni si confusero con i Macedoni .